# Верхняя Берёзовая (приток Яйвы)
Верхняя Берёзовая — река в России, протекает в Пермском крае.

## География
Берёт начало примерно в 4,2 км от границы со Свердловской областью. Течёт преимущественно на юго-запад. Устье реки находится в 287 км по правому берегу реки Яйва. Длина реки составляет 13 км.

## Данные водного реестра
По данным государственного водного реестра России относится к Камскому бассейновому округу, водохозяйственный участок реки — Кама от города Березники до Камского гидроузла, без реки Косьва (от истока до Широковского гидроузла), Чусовая и Сылва, речной подбассейн реки — бассейны притоков Камы до впадения Белой. Речной бассейн реки — Кама.
Код объекта в государственном водном реестре — 10010100912111100007000.